# Melanocetidae

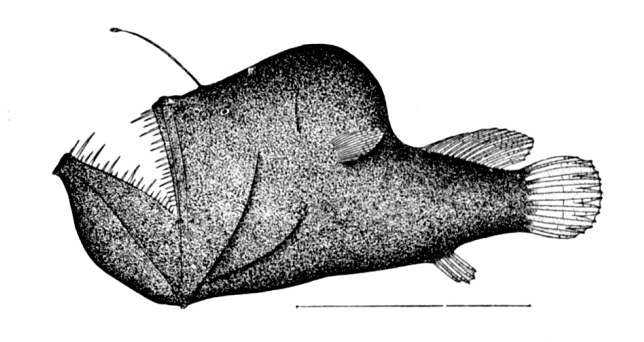
Negro (Melanocetus johnsonii).

Melanocetidae es una familia de peces marinos abisales, con un único género Melanocetus, perteneciente en la lista de especies al orden de los Lophiiformes. El nombre de la familia Melanocetidae proviene del griego melanos, que significa "negro", y cetus que significa "monstruo del mar".
En muchas especies de rapes de profundidad los machos acaban viviendo como parásitos de las hembras.

## Características físicas
La bioluminiscencia es producida por bacterias. 

## Especies
Hay 5 especies en su género:
- Melanocetus eustalus (Pietsch y Van Duzer, 1980)
- Melanocetus johnsonii (Günther, 1864) - Negro
- Melanocetus murrayi (Günther, 1887)
- Melanocetus niger (Regan, 1925)
- Melanocetus rossi (Balushkin y Fedorov, 1981)